# ضیاء مدرس
ضیا مدرس(۱۳۰۵ تبریز- ۱۳۶۰ تهران) وکیل دادگستری و فعال سیاسی و از رهبران گروه ناسیونالیست و حزب رستاخیز و مشارکت کنندگان در کودتای نوژه بود.
ضیا مدرس در سال ۱۳۰۵ در تبریز به دنیا آمد. وی در دوره دبیرستان از مخالفین حکومت فرقه دموکرات بود و علیه همکاری این گروه با شوروی و تلاششان برای تجزیه آذربایجان در گروهی بنام جبهه مقاومت آذربایجان عضویت داشت.
وی پس از پایان تحصیلات دوره متوسط وارد دانشکده حقوق و علوم سیاسی دانشگاه تهران شده و پس از دریافت مدرک لیسانس حقوق به پاریس رفته و دکترای حقوق خود را از دانشگاه پاریس دریافت کرد. وی فعالیت خود را از گروه ناسیونالیست آغاز کرده و در ادامه به حزب سومکا وارد شده و سپس از همواداران حزب پان ایرانیست گردید.
او قبل از انقلاب مسئول حزب رستاخیز استان تهران بود و پس از انقلاب ۵۷ از مخالفین این دولت جدید شد. او از رهبران گروه سامان و فعال در کودتای نوژه بود که پس از شکست این کودتا و دستگیری در دادگاه انقلاب اسلامی به اتهام مفسد فی‌الارض و محارب با خدا محاکمه و به اعدام محکوم شد. حکم اعدام وی در ۳۰ آذر ۱۳۶۰ اجرا گردید.